# Weißfische
Die Weißfische (Leuciscidae) sind eine Familie aus der Ordnung der Karpfenartigen (Cypriniformes). Die Süßwasserfische leben in Nordamerika, Europa und Asien mit Ausnahme des Indischen Subkontinents und in Südostasien.
Einheimische Arten sind Aland, Brachse, Frauennerfling, Güster, Hasel, Nase, Perlfisch, Rotauge, Rotfeder, Schneider, Ukelei, Zährte und Zope sowie Döbel und Rapfen, die einzigen räuberischen Arten.

## Merkmale
Die meisten Weißfische haben eine langgestreckte oder hochrückige Körperform. Die Rückenflosse ist kurz, der erste Flossenstrahl ist oft nicht verknöchert. Die Afterflosse beginnt immer hinter der Rückenflosse. Die meisten Arten besitzen keine Barteln. Die Seitenlinie kann vollständig oder reduziert sein, eine vollständige verläuft immer auf der Mitte des Schwanzflossenstiels. Einige Gattungen haben einen aus vorstehenden Schuppen gebildeten scharfen Bauchkiel. Weißfische haben eine bis drei Reihen Schlundzähne.

## Systematik
Die Weißfische wurden 1838 durch den italienischen Zoologen Charles Lucien Bonaparte als Taxon eingeführt. Sie galten lange Zeit als Unterfamilie der Karpfenfische (Cyprinidae). Stout und Kollegen hoben im Jahr 2016 alle Unterfamilien der Cyprinidae in den Familienstatus. Susana Schönhuth und Mitarbeiter übernahmen dies in ihrer im Juni 2018 veröffentlichten umfangreichen Revision der Weißfische und auch die wissenschaftliche Fischdatenbank Catalog of Fishes führt die Weißfische und die übrigen ehemaligen Unterfamilien der Cyprinidae inzwischen als eigenständige Familien.
Innerhalb der Weißfische lassen sich sechs verschiedene monophyletische Unterfamilien unterscheiden:
- Unterfamilie Pseudaspininae (Bogustkaya, 1990), Ostasien
  - Oreoleuciscus Warpachowski, 1889.
  - Pseudaspius Dybowski, 1869
  - Rhynchocypris Günther, 1889
  - Tribolodon Sauvage, 1883.
- Unterfamilie Laviniinae (Bleeker, 1863), Westliche Klade (WC)
  - Acrocheilus Agassiz, 1855.
  - Chrosomus Rafinesque, 1820
  - Eremichthys Hubbs & Miller, 1948.
  - Gila Baird & Girard, 1853.Gila cypha
  - Hesperoleucus Snyder, 1913.
  - Lavinia Girard, 1854.
  - Moapa Hubbs & Miller, 1948.
  - Mylopharodon Ayres, 1855.
  - Orthodon Girard, 1856.

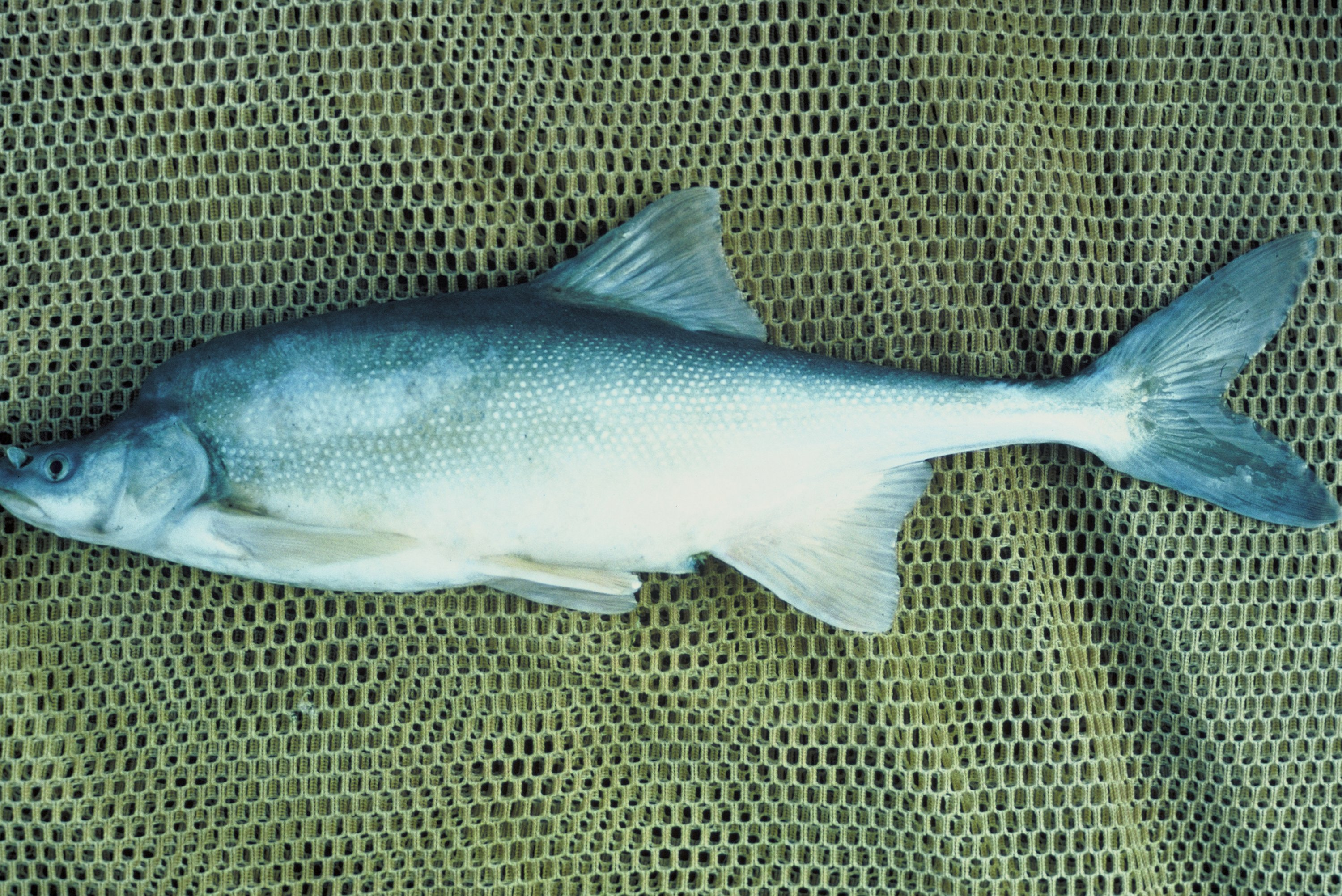
Gila cypha

  - Ptychocheilus Agassiz, 1855.Ptychocheilus lucius
  - Relictus Hubbs & Miller, 1972.
  - Siphateles Cope, 1883

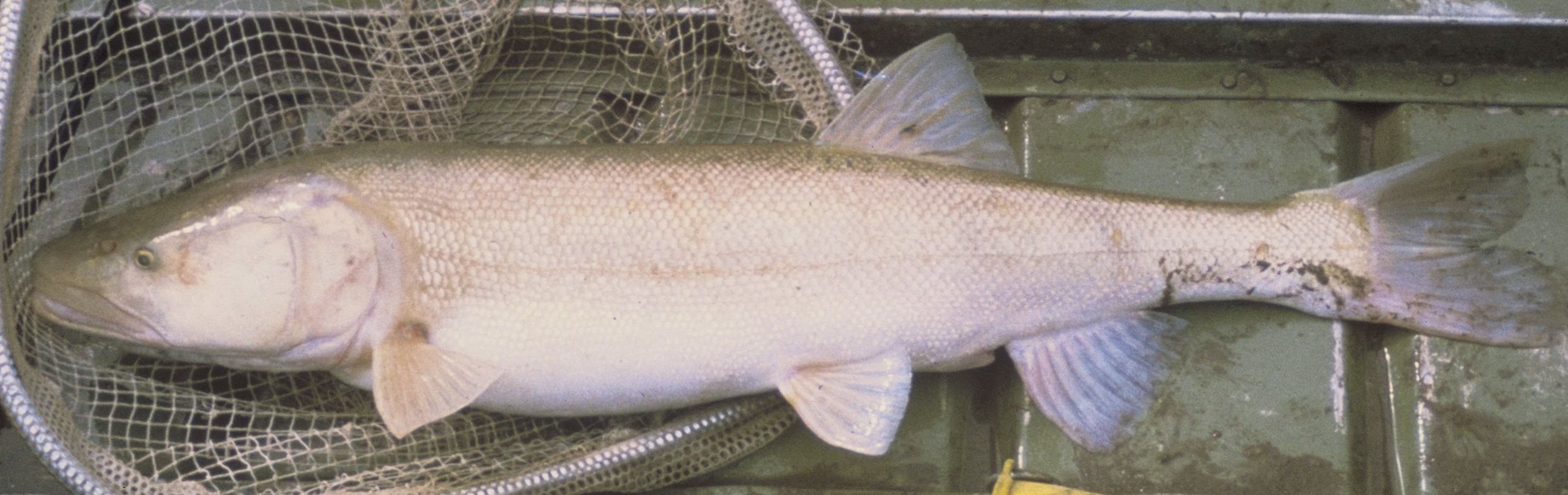
Ptychocheilus lucius

- Unterfamilie Plagopterinae (Cope, 1870) (CCP), Nordamerika
  - Couesius Jordan, 1878.
  - Hemitremia Cope, 1870.Hemitremia flammea

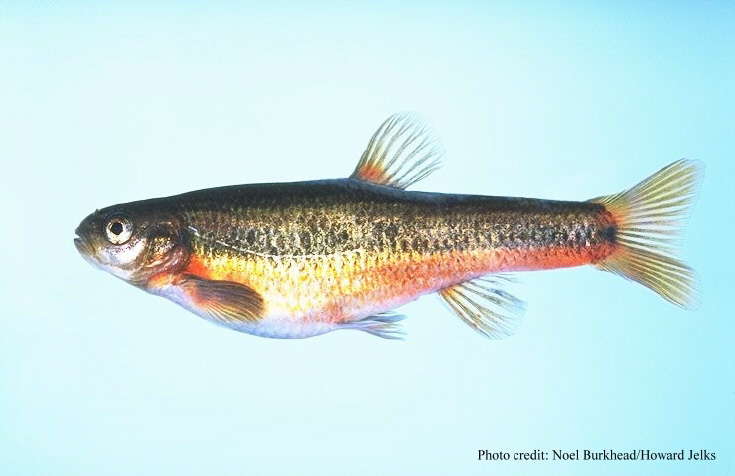
Hemitremia flammea

  - Lepidomeda Cope, 1874, incl. Snyderichthys Miller, 1945.
  - Margariscus Cockerell, 1909.
  - Meda Girard, 1856.
  - Plagopterus Cope, 1874.
  - Semotilus Rafinesque, 1820.
- Unterfamilie Leuciscinae (Bonaparte, 1835), Klade der Alten WeltUkelei (Alburnus alburnus)Güster (Blicca bjoerkna)Aland (Leuciscus idus)Döbel (Squalius cephalus)Zährte (Vimba vimba)
  - Abramis Cuvier, 1816.
  - Acanthobrama Heckel, 1843.

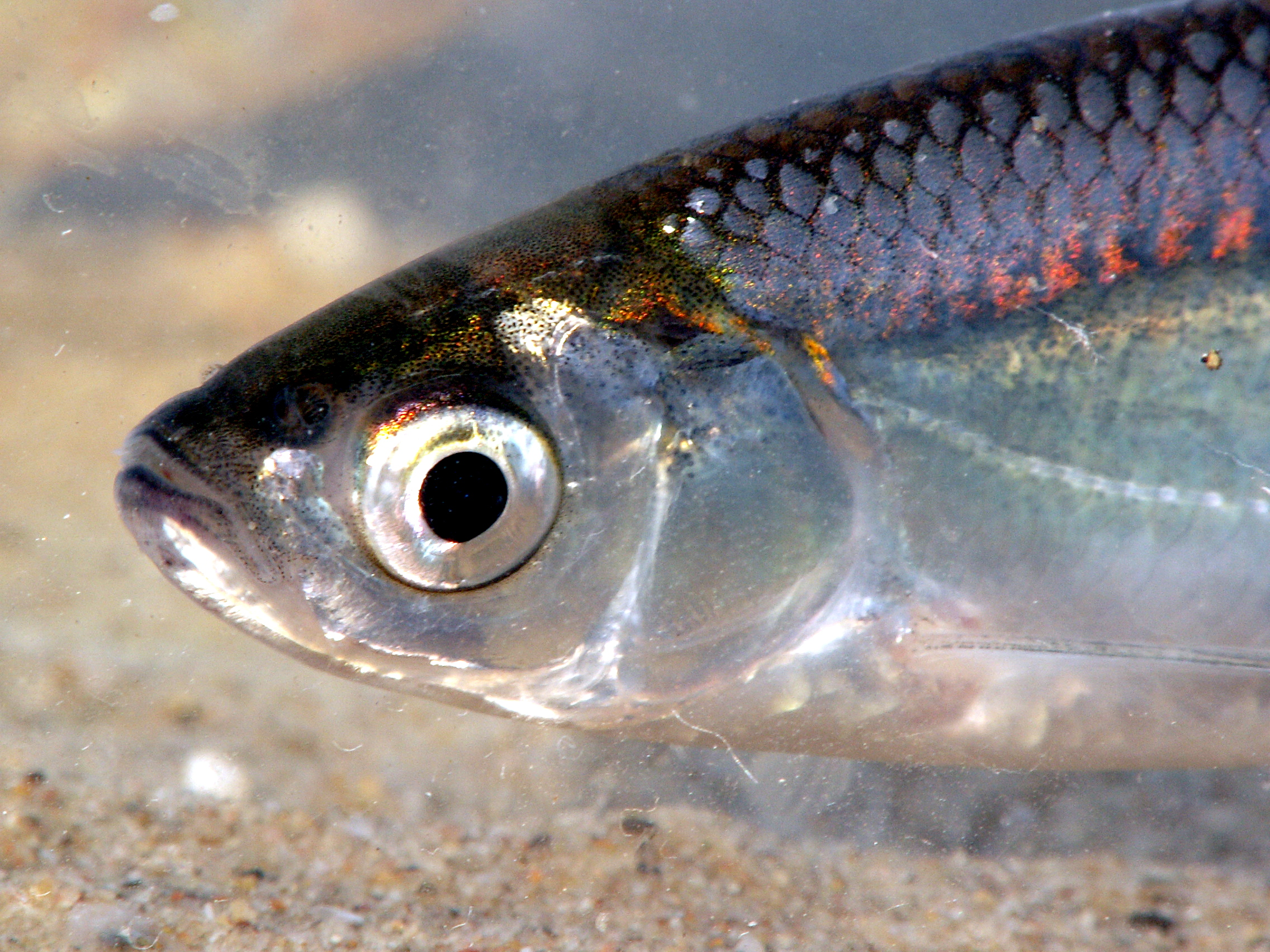
Ukelei (Alburnus alburnus)

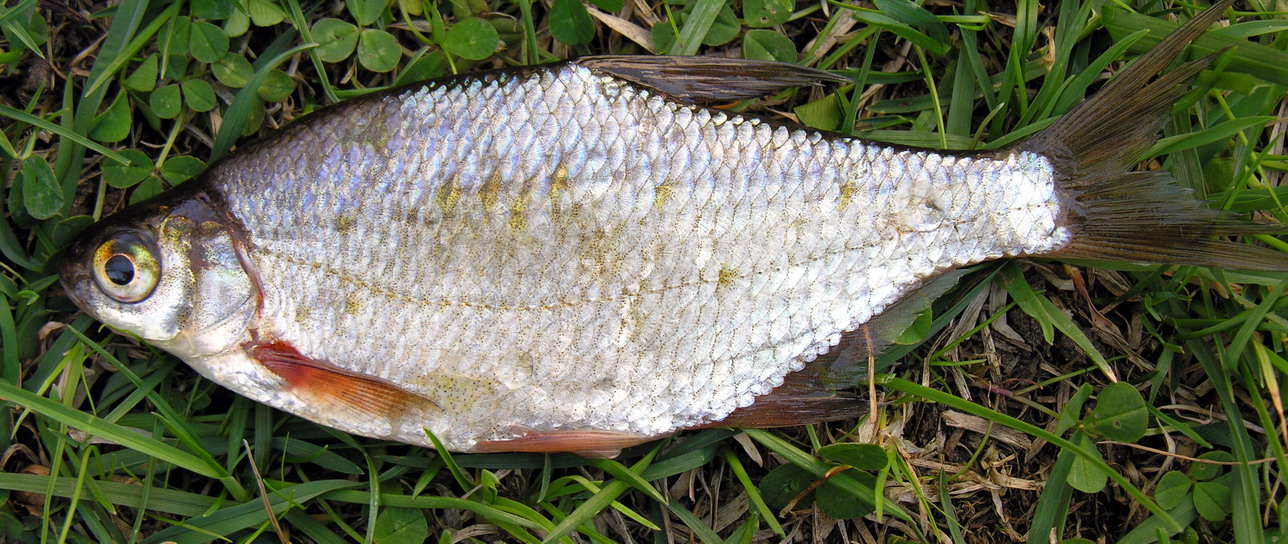
Güster (Blicca bjoerkna)

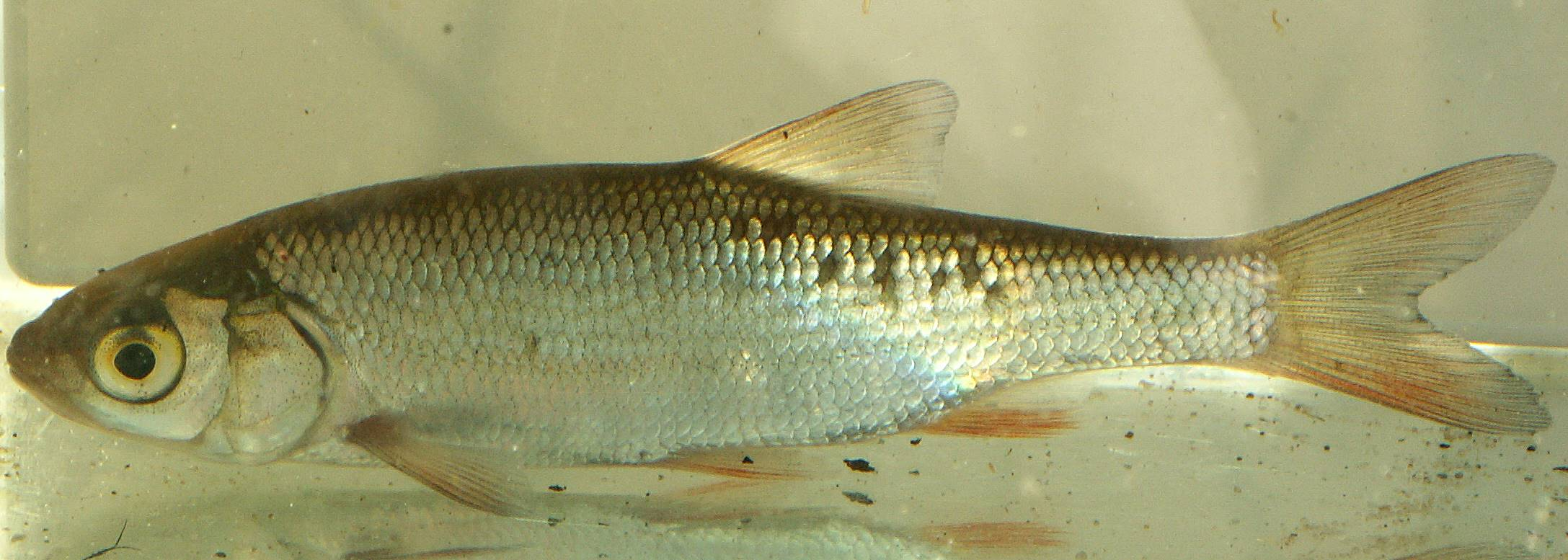
Aland (Leuciscus idus)

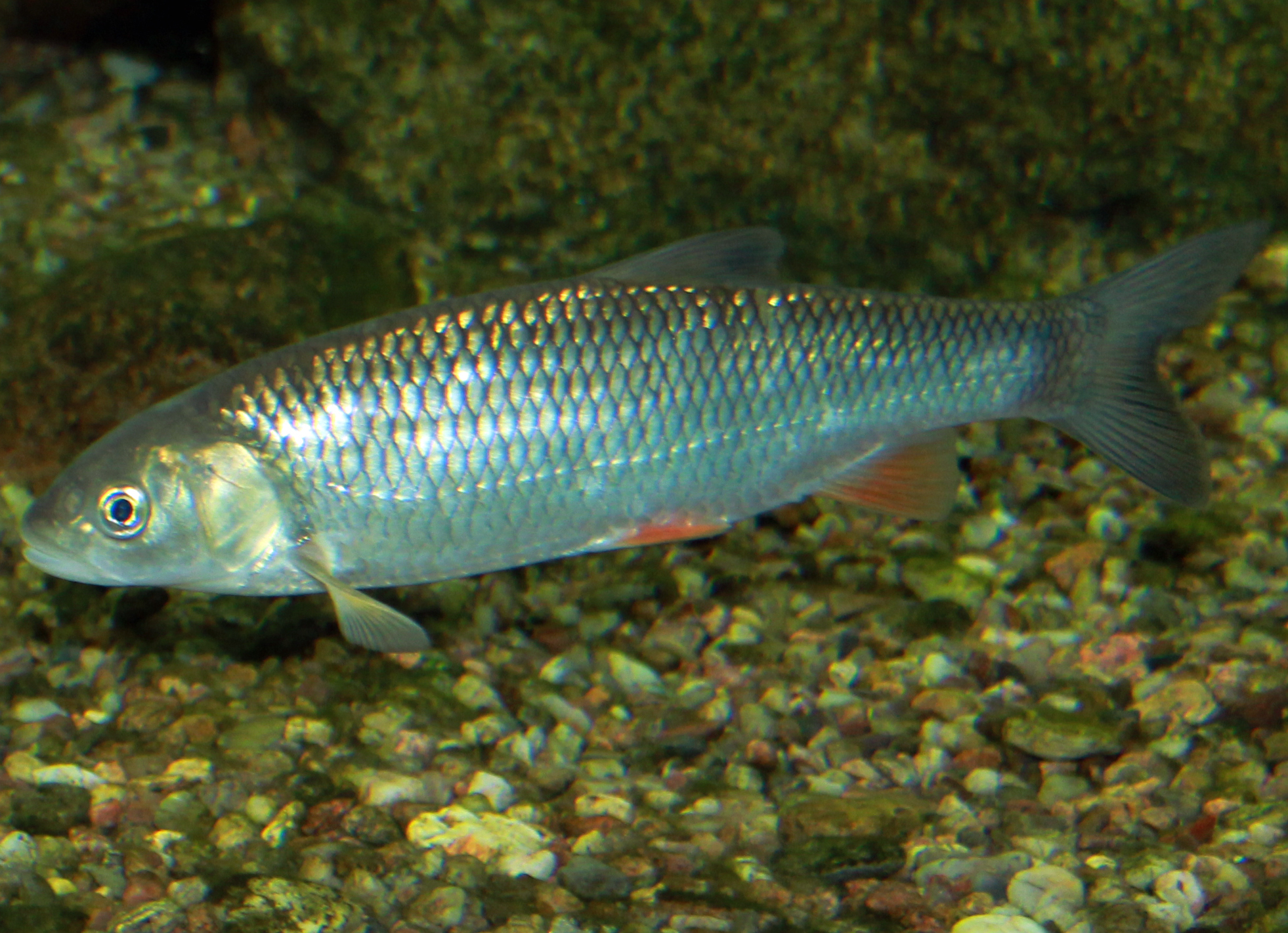
Döbel (Squalius cephalus)

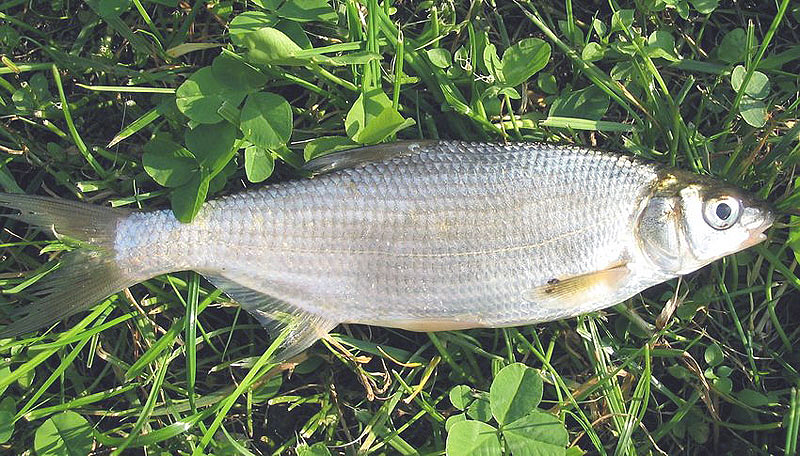
Zährte (Vimba vimba)

  - Achondrostoma Robalo, Doadrio, Almada & Kottelat, 2005.
  - Alburnoides Jeitteles, 1861.
  - Alburnus Rafinesque, 1820.
  - Anaecypris Collares-Pereira, 1983.
  - Aspius Agassiz, 1832.
  - Ballerus Heckel, 1843.
  - Güster (Blicca Heckel, 1843)
  - Chondrostoma Agassiz, 1832.
  - Ladigesocypris Karaman 1972.
  - Leucaspius Heckel & Kner 1858.
  - Leuciscus Cuvier, 1816.
  - Notemigonus Rafinesque, 1819.
  - Pachychilon Steindachner, 1882.
  - Pelasgus Kottelat & Freyhof 2007.
  - Ziege (Pelecus Agassiz, 1835)
  - Petroleuciscus Bogutskaya 2002
    - Petroleuciscus kurui Bogutskaya 1995

  - Protochondrostoma Robalo, Almada, Levy & Doadrio, 2007.
  - Pseudophoxinus Bleeker, 1860.
  - Rutilus Rafinesque, 1820.
  - Sarmarutilus Bianco & Ketmaier, 2014.
  - Scardinius Bonaparte, 1837.
  - Squalius Bonaparte, 1837.
  - Telestes Bonaparte, 1837.
  - Turcichondrostoma Turan et al., 2021[5]
  - Vimba Fitzinger, 1873.
- Unterfamilie Phoxininae (Bleeker, 1863)Elritze (Phoxinus phoxinus)
  - Phoxinus

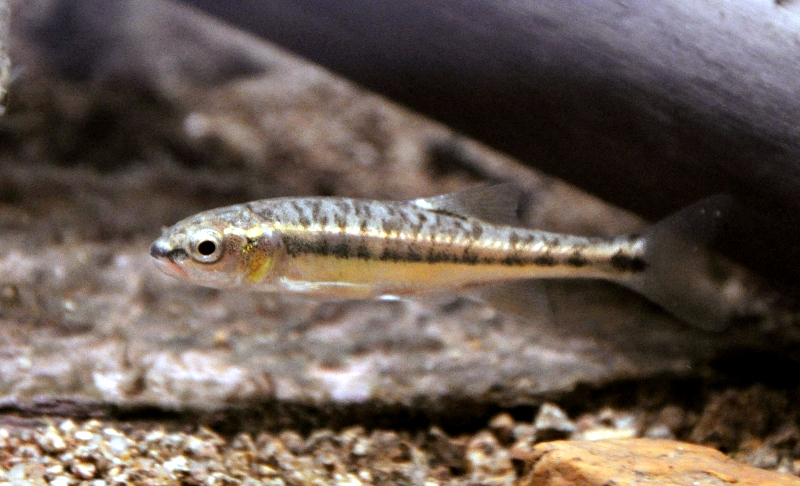
Elritze (Phoxinus phoxinus)

- Unterfamilie Pogonichthyinae (Girard, 1858), Nordamerika
  - Agosia Girard, 1856.
  - Algansea Girard, 1856.
  - Aztecula Jordan & Evermann, 1898.
  - Campostoma Agassiz, 1855.
  - Clinostomus Girard, 1856.
  - Codoma Girard, 1856.
  - Cyprinella Girard, 1856.
    - Cyprinella alvarezdelvillari Contreras-Balderas & Lourdes Lozano, 1994

  - Dionda Girard, 1856.
  - Erimonax Jordan, 1924.
  - Erimystax Jordan, 1882.
  - Exoglossum Rafinesque, 1818.
  - Hybognathus Agassiz, 1855.
  - Hybopsis Agassiz, 1854.
  - Iotichthys Jordan & Evermann, 1896.Iotichthys phlegethontis
  - Luxilus Rafinesque, 1820.
  - Lythrurus Jordan, 1876.
  - Macrhybopsis Cockerell & Allison, 1909.
  - Mylocheilus Agassiz, 1855.
  - Nocomis Girard, 1856.

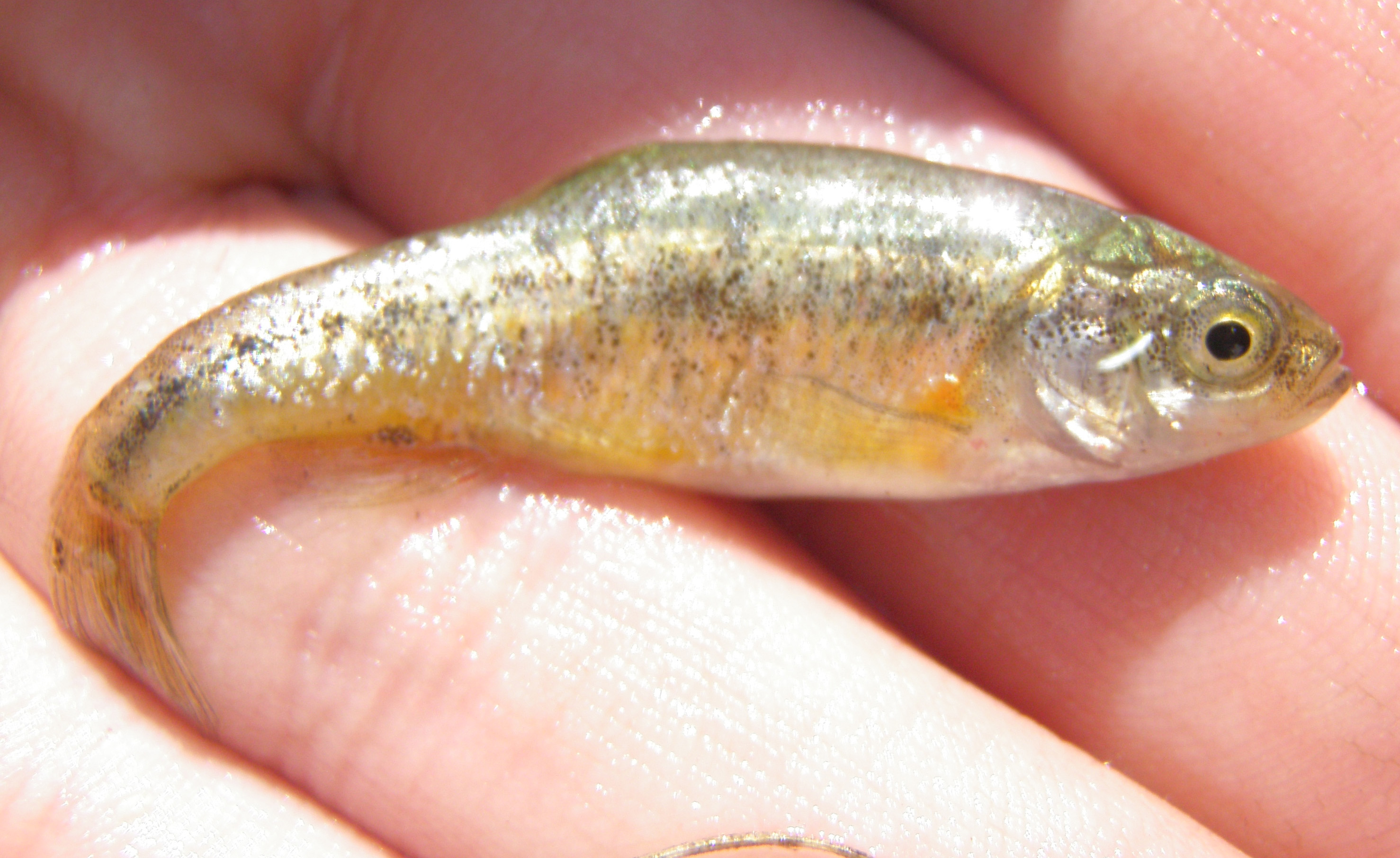
Iotichthys phlegethontis

  - Notropis Rafinesque, 1818.Notropis leuciodus
  - Opsopoeodus Hay, 1881.

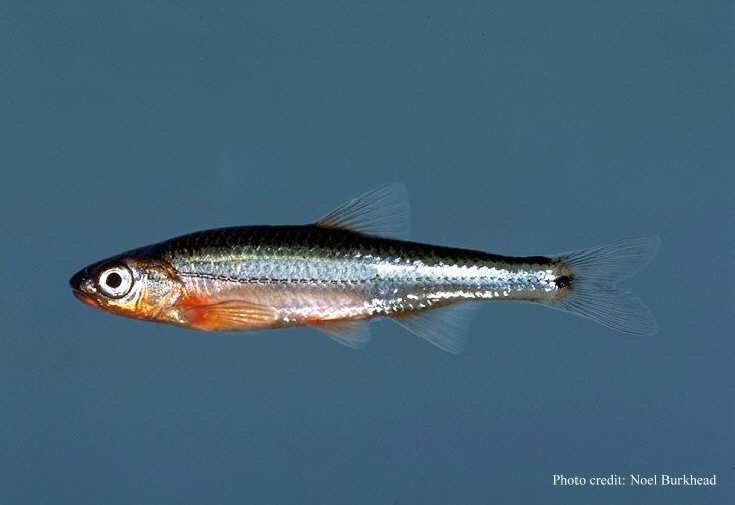
Notropis leuciodus

  - Oregonichthys Hubbs in Schultz, 1929.
  - Phenacobius Cope, 1867.
  - Pimephales Rafinesque, 1820.
  - Platygobio Gill, 1863.
  - Pogonichthys Girard, 1854.
  - Pteronotropis Fowler, 1935.
  - Richardsonius Girard, 1856.
  - Rhinichthys Agassiz, 1849Rhinichthys cobitis

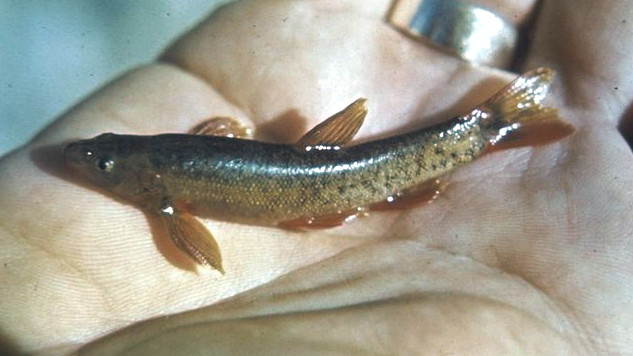
Rhinichthys cobitis

  - Tampichthys Schönhuth, Doadrio, Dominguez-Dominguez, Hillis & Mayden, 2008.
  - Yuriria Jordan & Evermann, 1896.

## Belege
1. ↑  Richard van der Laan, William N. Eschmeyer & Ronald Fricke: Family-group names of Recent fishes. Zootaxa 3882 (2): 001–230 doi: 10.11646/zootaxa.3882.1.1
2. ↑  Stout, C.C., Tan, M., Lemmon, A.R., Moriarty Lemmon, E. & Armbruster, J.W. (2016): Resolving Cypriniformes relationships using an anchored enrichment approach. BMC Evolutionary Biology, November 2016. DOI: 10.1186/s12862-016-0819-5
3. 1 2  Susana Schönhuth, Jasna Vukic, Radek Sanda, Lei Yang, Richard L. Mayden: Phylogenetic relationships and classification of the Holarctic family Leuciscidae (Cypriniformes: Cyprinoidei). Molecular Phylogenetics and Evolution, Juni 2018, doi: 10.1016/j.ympev.2018.06.026
4. ↑  Eschmeyer, W. N. & Fong, J. D.: Catalog of Fishes
Species by Family/Subfamily abgerufen am 13. Juli 2018
5. ↑  Turan, D., Küçük, F., Güçlü, S.S. & Aksu, I.: Turcichondrostoma, a new genus for the Leuciscidae (Teleostei: Cypriniformes) from Southwestern Anatolia. Journal of Fish Biology, September 2021. doi: 10.1111/jfb.14903